# Ceggia
Ceggia este o comună din provincia Veneția, regiunea Veneto, Italia, cu o populație de 6.266 de locuitori și o suprafață de 22,1 km².

## Demografie
Ceggia - evoluția demografică

|  | Graficele sunt indisponibile din cauza unor probleme tehnice. Mai multe informații se găsesc la Phabricator și la wiki-ul MediaWiki. |

Date: Recensăminte sau birourile de statistică - grafică realizată de Wikipedia

## Personalități născute aici
- Claudio Cecchetto (n. 1952), disc jockey, prezentator de televiziune.